# Eadbald (roi du Kent)
Vous lisez un « bon article » labellisé en 2016.
Pour les articles homonymes, voir Eadbald.
Eadbald est roi du Kent de 616 à sa mort, le 20 janvier 640.
Fils du roi Æthelberht et de la princesse franque Berthe, Eadbald succède à son père, qui a fait du Kent le plus puissant royaume de l'Angleterre anglo-saxonne. Resté païen alors qu'Æthelberht était devenu le premier roi anglo-saxon à se convertir au christianisme, Eadbald ne reçoit le baptême qu'un certain temps après son avènement et se sépare de sa première femme à la demande de l'Église. Il se remarie avec Emma, une princesse franque, qui lui donne deux fils, Eormenred et Eorcenberht, ainsi qu'une fille, Eanswith.
Sous le règne d'Eadbald, le rayonnement du Kent diminue, mais le royaume reste suffisamment puissant pour conserver son indépendance vis-à-vis d'Edwin de Northumbrie, notamment grâce au fructueux commerce qu'il pratique avec les royaumes francs. Le Kent et la Northumbrie entretiennent de bonnes relations, symbolisées par le mariage d'Edwin avec Æthelburg, la sœur d'Eadbald. Après la mort d'Edwin, en 632 ou 633, Æthelburg retourne dans le Kent, mais elle envoie ses enfants à la cour franque, à l'abri des intrigues d'Eadbald et d'Oswald, le successeur d'Edwin. La dynastie royale du Kent s'unit également à celle d'Est-Anglie à travers le mariage d'Eorcenberht et Seaxburh, fille du roi Anna d'Est-Anglie.
À la mort d'Eadbald, en 640, son fils Eorcenberht lui succède. Il est possible qu'Eormenred ait régné conjointement avec son père ou son frère.

## Les sources

L'Angleterre anglo-saxonne au début du VIIe siècle.

L'une des principales sources pour l'histoire du Kent au VIIe siècle est l'Histoire ecclésiastique du peuple anglais, écrite au début du VIIIe siècle par Bède le Vénérable, un moine bénédictin de Northumbrie. Bède s'intéresse principalement à la christianisation de l'Angleterre, mais son texte apporte également des informations importantes sur l'histoire politique de la Grande-Bretagne, et en particulier sur les règnes d'Eadbald et de son père Æthelberht. L'un des correspondants de Bède est Albinus, abbé du monastère Saint-Pierre et Saint-Paul de Cantorbéry.
L'histoire des enfants d'Eadbald est retracée dans une série de textes réunis par les historiens modernes sous le nom de « légende de sainte Mildrith ». Malgré leur caractère hagiographique, ces textes apportent également des informations d'ordre historique sur la famille royale du Kent. D'autres sources existent, au premier rang desquelles la Chronique anglo-saxonne, une collection d'annales réunies à la fin du IXe siècle dans le royaume de Wessex, mais aussi des lettres papales, des listes de rois et des chartes. Ces dernières sont des documents légaux qui enregistrent des donations de terres royales à des sujets ou à l'Église. Les chartes du règne d'Eadbald ne sont connues que par des copies ultérieures, les documents originaux ayant été perdus.

## Contexte: les origines du royaume de Kent
L'installation dans le Kent de peuples continentaux, principalement des Jutes, s'achève vers la fin du VIe siècle. Æthelberht, le père d'Eadbald, monte probablement sur le trône en 589 ou 590, mais la chronologie de sa vie est difficile à établir. À sa mort, en 616, le Kent est un royaume particulièrement puissant, notamment grâce aux relations commerciales qu'il entretient avec l'Europe continentale. Le pouvoir d'Æthelberht est tel que Bède affirme qu'il exerce un imperium sur les autres rois anglo-saxons.
Bien que l'île ait été partiellement christianisée à l'époque romaine, les Anglo-Saxons sont toujours païens à la fin du VIe siècle. En 597, le pape Grégoire le Grand envoie une mission dirigée par Augustin pour les convertir au christianisme. Augustin s'installe dans l'Est du Kent et réussit rapidement à convertir Æthelberht, qui lui donne des terres à Cantorbéry. Deux autres rois, Sæberht d'Essex et Rædwald d'Est-Anglie, reçoivent eux aussi le baptême sous l'influence d'Æthelberht,.
Les listes de rois donnent l'impression que le Kent était gouverné par une succession ininterrompue de souverains uniques, mais l'existence d'une royauté partagée est bien documentée ailleurs en Angleterre, ainsi que dans le Kent même à partir de la fin du VIIe siècle, où l'on trouve des rois du Kent occidental autour de Rochester et des rois du Kent oriental autour de Cantorbéry, les premiers étant généralement soumis aux seconds. Aucun texte ne permet d'affirmer que cette pratique est en usage à l'époque d'Æthelberht et Eadbald, mais les découvertes archéologiques faites dans les deux régions sont suffisamment distinctes pour suggérer que les Anglo-Saxons se sont d'abord établis dans le Kent oriental, où l'on trouve des objets d'influence jute et franque, tandis que le Kent occidental constitue une conquête ultérieure qui aurait néanmoins conservé un statut politique et une identité distincte, comme en témoignent ses productions de caractère saxon. Cette situation politique expliquerait pourquoi le Kent a très rapidement bénéficié de deux évêchés distincts après l'arrivée des missionnaires chrétiens, l'un à Rochester et l'autre à Cantorbéry, ce qui ne s'est produit dans aucun autre royaume anglo-saxon.

## Ancêtres et famille proche
D'après Bède, la lignée des rois du Kent est issue des frères Hengist et Horsa, qui auraient débarqué en Angleterre au milieu du Ve siècle, mais ils sont considérés comme des personnages mythiques par les historiens actuels. Le père d'Æthelberht, Eormenric, apparaît dans les généalogies royales du Kent et les historiens ne mettent en doute ni son existence ni le fait qu'il ait régné sur le Kent. Æthelberht s'est marié deux fois, mais sa seconde épouse (dont on ignore le nom) ne peut pas être la mère d'Eadbald, car ce dernier l'épouse après la mort de son père, à la consternation de l'Église. Il en découle que la mère d'Eadbald est probablement Berthe, première épouse d'Æthelberht et fille du roi franc de Paris Caribert Ier.
Eadbald a une sœur, Æthelburh, qui est probablement la fille de Berthe. Elle épouse le roi Edwin de Northumbrie, l'un des monarques anglais majeurs du VIIe siècle. La fratrie d'Eadbald comprend peut-être également un frère : une lettre du pape Boniface III adressée à Juste, archevêque de Cantorbéry entre 619 et 625, mentionne un roi Aduluald qui semble distinct de Audubald (Eadbald). Cet Aduluald (Æthelwald) pourrait être un frère d'Eadbald qui règnerait sur le Kent occidental sous l'autorité d'Eadbald, à moins qu'il ne s'agisse que d'une erreur de scribe et que Aduluald réfère également à Eadbald.
Selon les textes de la « légende de sainte Mildrith », l'archevêque Laurent aurait persuadé Eadbald de répudier sa première épouse pour se remarier avec Ymme ou Emma, une femme issue de la dynastie mérovingienne. Des indices chronologiques et onomastiques suggèrent qu'elle pourrait être la fille du roi Clotaire II ou peut-être plutôt du maire du palais de Neustrie Erchinoald,.
Eadbald et Ymme ont une fille, Eanswith, fondatrice de l'abbaye de Folkestone, et deux fils, Eorcenberht et Eormenred. D'après la « légende de sainte Mildrith », ce dernier est l'aîné des deux et aurait détenu le titre de regulus, régnant peut-être aux côtés de son père et sous son autorité. Il pourrait être mort avant Eadbald, laissant Eorcenberht hériter du trône,. Un troisième fils nommé Ecgfrith apparaît sur l'une des chartes d'Eadbald, mais il s'agit en réalité d'un faux, probablement rédigé au XIe siècle,,.

## L'avènement d'Eadbald et la réaction païenne
Æthelberht meurt le 24 février 616 et Eadbald lui succède. Bien que son père se soit converti au christianisme vers 600, lui-même est resté païen. Après la mort de son père, il épouse sa veuve, qui est elle aussi probablement païenne. Même si les mariages entre belle-mère et beau-fils ne sont pas strictement interdits par l'Église, ces noces sont considérées comme une preuve des convictions païennes du roi,.
Bède décrit le rejet du christianisme de la part d'Eadbald comme un « grave revers » pour l'expansion de l'Église. C'est vers cette même période que meurt le roi d'Essex Sæberht, converti sous l'influence d'Æthelberht. Ses fils chassent alors l'évêque de Londres Mellitus du royaume, probablement avec la bénédiction d'Eadbald. Bède poursuit en décrivant les « crises fréquentes de folie » qui frappent Eadbald pour le punir de son paganisme, ainsi que sa possession par un « esprit démoniaque », possible allusion à des crises d'épilepsie,. Le roi se laisse finalement convaincre de répudier sa femme et d'embrasser le christianisme. La seconde femme d'Eadbald, Ymme, est franque, et il est probable que la conversion du roi soit en grande partie liée aux relations diplomatiques et commerciales entre le Kent et les Francs chrétiens. Les missionnaires présents à Cantorbéry bénéficiaient vraisemblablement d'un important soutien franc,.
Les fouilles menées dans deux tombes anglo-saxonnes des VIe et VIIe siècles du cimetière de Finglesham ont révélé un pendentif de bronze et une boucle aux motifs d'entrelacs clairement symboliques du culte du dieu Woden. Ces bijoux datent probablement de cette période de réaction païenne.

### La chronologie de Bède
Bède offre un récit très détaillé des événements du début du règne d'Eadbald, de son avènement à sa conversion au christianisme :
- 24 février 616 : mort d'Æthelberht et avènement d'Eadbald[5].
- 616 : Eadbald conduit une réaction païenne contre le christianisme. Il épouse sa belle-mère, en violation des canons de l'Église, et refuse le baptême. Vers cette même date, l'évêque de Londres Mellitus est chassé par les fils du défunt roi Sæberht d'Essex et se réfugie dans le Kent[5].
- 616 : Mellitus quitte la Grande-Bretagne pour se réfugier sur le continent aux côtés de l'évêque de Rochester Juste[5].
- 616/617 : l'archevêque de Cantorbéry Laurent envisage de suivre Mellitus et Juste sur le continent, mais il en est dissuadé par un rêve où saint Pierre le fouette. Le lendemain matin, il montre les cicatrices laissées par cette épreuve à Eadbald, qui se convertit sur-le-champ[27].
- 617 : Juste et Mellitus reviennent ensemble en Grande-Bretagne, « un an après leur départ ». Juste est rétabli à Rochester[5].
- v. 619 : mort de l'archevêque Laurent. Mellitus lui succède[28].
- entre 619 et 624 : Eadbald fonde une église qui est consacrée par Mellitus[27].
- 24 avril 624 : mort de Mellitus. Juste lui succède comme archevêque de Cantorbéry[28].
- 624 : le pape Boniface V écrit à Juste pour lui dire qu'il a appris la conversion du roi dans les lettres du roi Aduluald. Il lui envoie son pallium, en précisant qu'il ne doit servir qu'à la célébration des « Saints Mystères »[29].
- vers 625 : le roi païen Edwin de Northumbrie demande la main d'Æthelburg, la sœur d'Eadbald. Eadbald accepte, mais exige qu'il la laisse pratiquer sa religion et lui demande d'envisager le baptême pour lui-même[30].
- 21 juillet 625 : Juste sacre Paulin évêque d'York[30].
- juillet 625 ou plus tard la même année : Edwin accepte les conditions et Æthelburg se rend en Northumbrie, accompagnée de Paulin[30].
- Pâques 626 : Æthelburg accouche d'une fille nommée Eanflæd[30].
- 626 : Edwin mène une campagne militaire couronnée de succès contre les Saxons de l'Ouest[30]. Vers cette même date, Boniface V écrit à Edwin et à Æthelburg, pressant le premier de se baptiser sur le modèle d'Eadbald et encourageant la seconde à s'efforcer de convaincre son mari. La lettre adressée à Æthelburg indique que le pape n'a appris que peu de temps auparavant la conversion d'Eadbald[31].

### Une chronologie alternative
Le récit de Bède est généralement accepté par les historiens, mais D. P. Kirby remet en question sa chronologie. La lettre de Boniface V à Æthelburg laisse clairement sous-entendre que la conversion d'Eadbald est récente, et il est difficilement envisageable que le pape n'ait pas été mis au courant de ce développement plus tôt. Kirby en conclut que le roi n'a pas été converti par Laurent, mais par Juste : le récit de la flagellation miraculeuse de Laurent serait une invention hagiographique postérieure due à la plume d'un moine de Cantorbéry. D'après lui, la conversion d'Eadbald ne peut avoir eu lieu qu'entre 621 et avril 624, date à laquelle Mellitus consacre une église construite par le roi.
Une théorie veut que le roi Aduluald mentionné dans la lettre papale à Juste soit un Æthelwald distinct d'Eadbald, qui aurait pu régner sur le Kent occidental. Dans ce cas, on peut imaginer que Laurent ait converti Eadbald et que Juste ait converti Æthelwald. Par ailleurs, ce n'est pas parce que Boniface V envoie un pallium à Juste que ce dernier est déjà archevêque, ce que les limitations au port du vêtement tendraient à confirmer, si ce n'est que le pape adresse les mêmes limitations dans une lettre adressée à Augustin, dont le statut archiépiscopal n'est pas en doute. Une autre théorie considère que Bède a mélangé le contenu de deux lettres distinctes, l'une félicitant Juste pour la conversion d'Eadbald et l'autre accompagnant son pallium, mais cette théorie repose sur des arguments linguistiques qui ne sont pas réellement concluants.
La lettre à Æthelburg implique clairement qu'elle était déjà mariée lorsque la nouvelle de la conversion d'Eadbald est arrivée à Rome, ce qui n'est pas cohérent avec la date donnée par Bède pour cette conversion. Cette contradiction pourrait être résolue en déplaçant le mariage d'Æthelburg plusieurs années auparavant et en postulant qu'elle n'aurait quitté le Kent pour rejoindre son époux qu'en 625. La lettre de Boniface V laisse néanmoins entendre qu'elle se trouve bel et bien aux côtés de son mari. Il semble également que les lettres au couple royal ont été rédigées avant celle adressée à Juste, et non le contraire, comme le veut Bède : dans les premières, le pape affirme avoir appris la conversion du roi par des messagers, alors que dans la seconde, il affirme tenir cette nouvelle du roi lui-même.
Déplacer la date des noces d'Edwin et Æthelburg avant le baptême d'Eadbald rend également suspecte toute la partie de l'histoire de Bède décrivant les conditions posées par le roi au mariage de sa sœur. Ces conditions pourraient avoir été posées par l'Église, ce qui impliquerait que la conversion d'Æthelburg a eu lieu avant celle de son frère. Le sacre de Paulin vient également compliquer la chronologie : il n'a pas pu avoir lieu avant 625, soit après toutes les dates possibles pour le mariage d'Æthelburg, même les plus tardives. Il reste néanmoins possible qu'il se soit rendu en Northumbrie avant de devenir évêque.
À la lumière de ces considérations, une chronologie alternative pourrait être la suivante :
- 616 : Eadbald monte sur le trône et lance une réaction païenne contre le christianisme.
- 616 : Mellitus et Juste quittent le Kent et traversent la Manche.
- vers 619 : mort de l'archevêque Laurent. Mellitus lui succède.
- début 624 (?) : Juste convertit Eadbald. Des messagers partent annoncer la nouvelle à Rome. Le mariage entre Edwin et Æthelburg est conclu vers cette même date, peut-être avant la conversion du roi. Eadbald fonde une église, qui est consacrée par Mellitus.
- 24 avril 624 : mort de Mellitus. Juste lui succède.
- mi-624 : Edwin accepte les conditions du mariage et Æthelburg se rend en Northumbrie, accompagnée par Paulin.
- plus tard en 624 : Boniface V est averti de la conversion d'Eadbald. Il écrit à Æthelburg et à Edwin.
- encore plus tard en 624 : Boniface apprend d'Eadbald sa conversion, ainsi que la mort de Mellitus. Il écrit à Juste et lui fait parvenir son pallium.
- 21 juillet 625 ou 626 : Juste sacre Paulin évêque d'York.

Cette chronologie allonge significativement la durée de la réaction païenne, qui passe d'une année dans le récit de Bède à sept ou huit ans. Cela représente un recul prolongé de l'Église après la mort d'Æthelberht.

## Relations avec les autres royaumes anglo-saxons
L'influence du Kent sur les autres royaumes anglo-saxons n'est pas aussi importante sous le règne d'Eadbald qu'à l'époque d'Æthelberht. Il est significatif qu'il ne puisse pas rétablir Mellitus sur le siège épiscopal de Londres : selon Bède, son autorité sur l'Essex « n'était pas aussi forte que celle de son père ». Le Kent conserve néanmoins un prestige suffisant pour qu'un mariage avec une parente d'Eadbald reste diplomatiquement intéressant pour Edwin de Northumbrie, qui cherche probablement aussi à établir des liens commerciaux avec le continent. Ce mariage n'est pas moins important pour Eadbald : ce pourrait être la raison pour laquelle la prédominance d'Edwin ne s'étend pas sur le Kent,.
La localisation de l'unique archevêché de Grande-Bretagne à Cantorbéry constitue probablement un autre atout pour Eadbald. Edwin est particulièrement conscient du statut métropolitain de Cantorbéry et envisage de faire d'York un archevêché, dont Paulin deviendrait le premier titulaire. En fin de compte, Paulin retourne dans le Kent après la mort d'Edwin, en 632 ou 633, et York n'est érigée en archevêché qu'un siècle plus tard,. Les bonnes relations entre le Kent et la Northumbrie semblent s'être maintenues sous le règne des successeurs d'Edwin, Oswald (r. 632/633-642) et Oswiu (r. 642-670), ce dernier épousant même une nièce d'Eadbald, Eanflæd.
Plusieurs des parents proches d'Eadbald sont impliqués dans des mariages diplomatiques. Son fils Eorcenberht épouse Seaxburh, la fille du roi Anna d'Est-Anglie, et leur fille Eormenhild épouse Wulfhere de Mercie, l'un des rois les plus puissants de son temps. Eanflæd, nièce d'Eadbald, épouse Oswiu, le dernier des rois northumbriens à exercer leur imperium sur le Sud de l'Angleterre d'après Bède. Eafe, petite-fille d'Eadbald, épouse Merewalh, roi des Magonsæte.

## Relations commerciales et diplomatiques avec les Francs

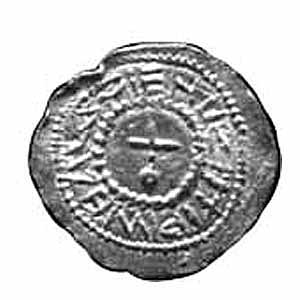
Revers d'une pièce frappée sous Eadbald.

L'existence d'un monopole royal sur le commerce kentique est avérée à la fin du VIIe siècle, mais il est difficile d'en déterminer le point d'origine. L'archéologie suggère que cette mainmise est antérieure à l'apparition des premières sources écrites. C'est peut-être Æthelberht, le père d'Eadbald, qui prend les rênes du commerce à l'aristocratie. Grâce au commerce avec le continent, le Kent bénéficie d'un accès à des marchandises de luxe, ce qui constitue un avantage certain vis-à-vis des autres royaumes anglo-saxons, sans parler des revenus engendrés par ses exportations. Le Kent exporte du verre et des bijoux de l'autre côté de la Manche : on a retrouvé des objets kentiques jusqu'à l'embouchure de la Loire. Il existe sans doute également un commerce d'esclaves florissant entre les deux royaumes. L'afflux économique issu de ce commerce constitue vraisemblablement l'une des bases de la puissance du Kent, même si cette dernière connaît un léger déclin sous le règne d'Eadbald.
C'est probablement sous le règne d'Æthelberht que les premières pièces de monnaie frappées dans le Kent apparaissent. Ce sont de petites pièces d'or, parfois appelées à tort « thrymsas » par les numismates, qui correspondent sans doute aux scillingas (shillings) mentionnés dans son code de lois. On n'en connaît aucune qui porte le nom d'Æthelberht, mais quelques-unes portent celui d'Eadbald, dont une frappée à Londres qui porte l'inscription « AVDVARLD ». Il est possible que les rois n'aient pas eu le monopole de la production monétaire à cette époque.
Les relations avec les Francs ne se limitent pas au commerce et aux mariages des rois Æthelberht et Eadbald avec des princesses franques. La petite-fille d'Eadbald, Eorcengota, devient moniale à l'abbaye de Faremoutiers, et son arrière-petite-fille Mildrith est religieuse à Chelles. À la mort d'Edwin, sa veuve Æthelburg s'enfuit par la mer jusqu'à la cour d'Eadbald, mais (signe supplémentaire des liens entre le Kent et les Francs) elle préfère envoyer ses jeunes enfants à la cour du roi des Francs Dagobert, pour les mettre à l'abri des intrigues d'Eadbald et d'Oswald de Northumbrie,,.

## Mort et succession

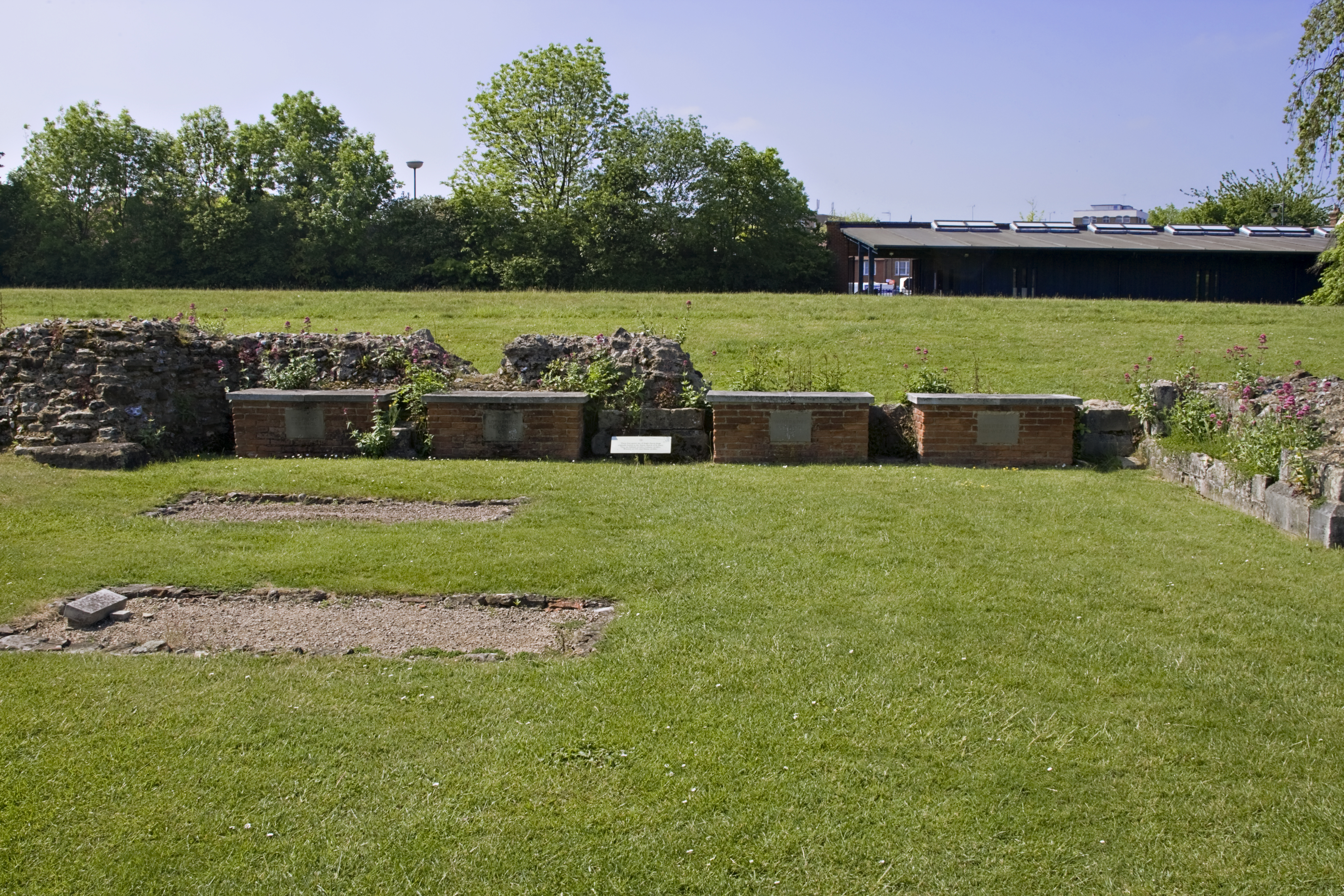
Tombes de quatre rois de Kent à l'abbaye Saint-Augustin de Cantorbéry. Celle d'Eadbald est la plus à gauche.

Eadbald meurt en 640 et c'est son fils cadet Eorcenberht qui lui succède, selon la « légende de sainte Mildrith ». Il est néanmoins possible que son fils aîné Eormenred ait régné sous l'autorité d'Eorcenberht ou bien comme son égal. Certaines versions de la « légende » ne lui attribuent pas de titre royal, ce qui constitue peut-être une tentative de nier les droits sur le trône de ses héritiers.

### Sources primaires
- (en) Bède le Vénérable (trad. Leo Sherley-Price), Historia ecclesiastica gentis Anglorum, Londres, Penguin, 1991, 397 p. (ISBN 978-0-14-044565-7).

### Sources secondaires
- (en) James Campbell, Eric John et Patrick Wormald, The Anglo-Saxons, Londres, Penguin Books, 1991, 272 p. (ISBN 978-0-14-014395-9).
- (en) D. P. Kirby, The Earliest English Kings, Londres, Routledge, 2000, 258 p. (ISBN 0-415-24211-8).
- (en) D. W. Rollason, The Mildrith legend : a study in early Medieval hagiography in England, Leicester/Atlantic Highlands, N.J., Leicester University Press, 1982, 171 p. (ISBN 0-7185-1201-4).
- (en) Frank Stenton, Anglo-Saxon England, Oxford, Clarendon Press, 1971, 3e éd., 765 p. (ISBN 978-0-19-821716-9, LCCN 71022751).
- (en) Barbara Yorke, Kings and Kingdoms of Early Anglo-Saxon England, Londres, Seaby, 1990, 218 p. (ISBN 978-1-85264-027-9).